# شهرستان ماکاروفسکی
شهرستان ماکاروفسکی (به لاتین: Makarovsky District) یک شهرستان در روسیه است که در استان ساخالین واقع شده‌است.